# Seznam kamenů zmizelých na Starém Městě

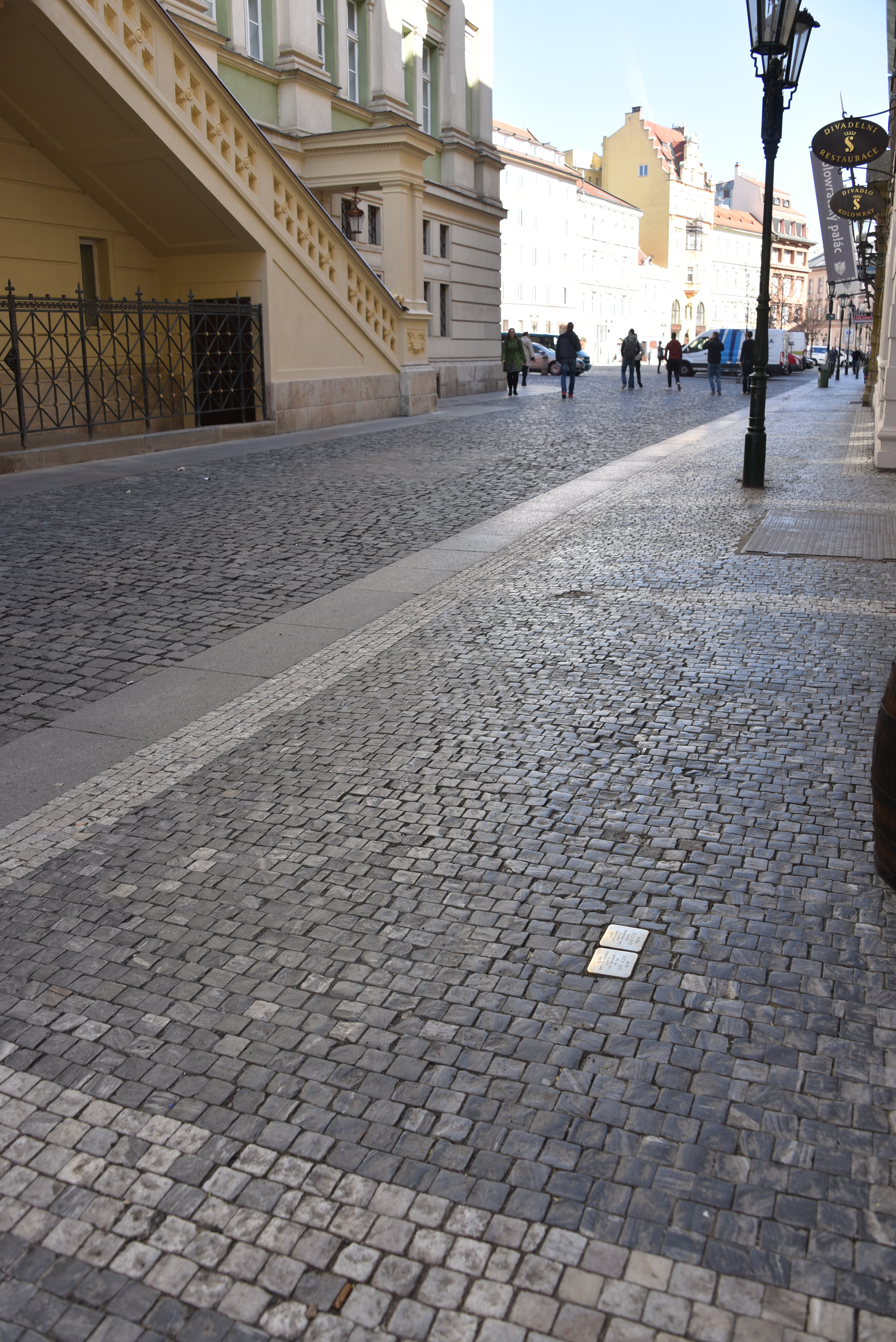
Stolpersteine ve Starém Městě

Seznam kamenů zmizelých ve Starém Městě obsahuje pamětní kameny obětem nacismu ve Starém Městě (městská čtvrť Prahy). Jsou součástí celoevropského projektu Stolpersteine německého umělce Guntera Demniga. Kameny zmizelých jsou věnovány osudu těch, kteří byli nacisty deportováni, vyhnáni, zavražděni nebo spáchali sebevraždu.
Kameny zmizelých se zpravidla nacházejí před posledním místem pobytu obětí. První instalace v Praze se uskutečnila 8. října 2008.

## Stolpersteine
Ve Starém Městě se nacházejí tyto kameny zmizelých:
| Obrázek                  | Nápis                                                                                                 | Bydliště                                  | Jméno, život                    |
| ------------------------ | --- | ----------------------------------------- | ------------------------------- |
|                          | ZDE ŽIL HEŘMAN ABELES NAR. 1892 DEPORTOVÁN 1942 DO LODŽE ZAVRAŽDĚN                                    | Praha, Pařížská 1068/10                   | Ing. Heřman Abeles              |
|                          | ZDE BYDLELA EVA ABELESOVÁ NAR. 1930 DEPORTOVÁNA 1941 DO LODŽE ZAVRAŽDĚNA                              | Praha, Pařížská 1068/10                   | Eva Abelesová                   |
|                          | ZDE ŽILA ZDENKA ABELESOVÁ NAR. 1903 DEPORTOVÁNA 1941 DO LODŽE ZAVRAŽDĚNA                              | Praha, Pařížská 1068/10                   | Zděnka Abelesová                |
|                          | ZDE BYDLEL HANUŠ ADLER NAR. 1922 DEPORTOVÁN 1941 DO LODŽE ZAVRAŽDĚN                                   | Praha, Ovocný trh 580/2                   | Hanuš Adler                     |
|                          | ZDE BYDLELA IDA ASCHENBRENNEROVÁ NAR. 1882 DEPORTOVÁNA 1942 DO TEREZÍNA ZAVRAŽDĚNA                    | Praha, Rybná 681/11                       | Ida Aschenbrennerová            |
|                          | ZDE BYDLELA MARKÉTA AUERBACHOVÁ NAR. 1907 DEPORTOVÁNA 1941 DO LODŽE ZAVRAŽDĚNA                        | Praha, Králodvorská 1086/14 (Staré město) | Markéta Auerbachová             |
|                          | ZDE ŽIL ARTUR BASS NAR. 1881 DEPORTOVÁN 1941 DO LODŽE ZAVRAŽDĚN 17.1.1943 TAMTÉŽ                      | Praha, Ovocný trh 580/2                   | Artur Bass                      |
|                          | ZDE ŽILA PAULA BASS NAR. 1891 DEPORTOVÁNA 1941 DO LODŽE ZAVRAŽDĚNA TAMTÉŽ                             | Praha, Ovocný trh 580/2                   | Paula Bass                      |
|                          | ZDE ŽIL HERBERT FISCHER NAR. 1915 DEPORTOVÁN 1942 DO TEREZÍNA 1943 DO OSVĚTIMI ZAVRAŽDĚN              | Praha, Týnská 1053/19                     | Herbert Fischer                 |
|                          | ZDE ŽILA JULIE FISCHEROVÁ NAR. 1884 DEPORTOVÁNA 1942 DO TEREZÍNA 1944 DO OSVĚTIMI ZAVRAŽDĚNA          | Praha, Týnská 1053/19                     | Julie Fischerová                |
|                          | ZDE BYDLEL ARNOŠT GROSSLICHT NAR. 1878 DEPORTOVÁN 1942 DO TEREZÍNA ZAVRAŽDĚN V SOBIBORU               | Praha, Široká 118/20                      | Arnošt Grosslicht               |
|                          | ZDE BYDLEL FRANTIŠEK GROSSLICHT NAR. 1914 DEPORTOVÁN 1942 DO TEREZÍNA ZAVRAŽDĚN V SOBIBORU            | Praha, Široká 118/20                      | František Grosslicht            |
|                          | ZDE BYDLELA ELSA GROSSLICHTOVÁ NAR. 1890 DEPORTOVÁNA 1942 DO TEREZÍNA ZAVRAŽDĚNA V SOBIBORU           | Praha, Široká 118/20                      | Elsa Grosslichtová              |
|                          | ZDE ŽIL LUDVÍK HASTERLÍK NAR. 1881 DEPORTOVÁN 1942 DO TEREZÍNA ZAVRAŽDĚN 1942 V TREBLINCE             | Praha, Michalská 21                       | Ludvík Hasterlík                |
|                          | ZDE ŽIL VILÉM HASTERLÍK NAR. 1891 DEPORTOVÁN 1942 DO TEREZÍNA ZAVRAŽDĚN 26.4.1943 V OSVĚTIMI          | Praha, Michalská 21                       | Vilém Hasterlík                 |
|                          | ZDE ŽILA MATYLDA HASTERLÍKOVÁ NAR. 1872 DEPORTOVÁNA 1942 DO TEREZÍNA ZAVRAŽDĚNA 1942 TAMTÉŽ           | Praha, Michalská 21                       | Matylda Hasterlíková            |
|                          | ZDE ŽILA RŮŽENA HASTERLÍKOVÁ NAR. 1892 DEPORTOVÁNA 1942 DO TEREZÍNA ZAVRAŽDĚNA 26.4.1943 V OSVĚTIMI   | Praha, Michalská 21                       | Růžena Hasterlíková             |
| pravděpodobně odstraněno | ZDE ŽIL ALBERT HELLER NAR. 1870 DEPORTOVÁN 1942 DO TEREZÍNA ZAVRAŽDĚN V TREBLINCE                     | Praha, Pařížská 1076/7                    | Albert Heller                   |
| pravděpodobně odstraněno | ZDE ŽILA GRÉTA HELLEROVÁ NAR. 1903 DEPORTOVÁNA 1942 DO TEREZÍNA ZAVRAŽDĚNA 23.7.1943 V OSVĚTIMI       | Praha, Pařížská 1076/7                    | Gréta Hellerová                 |
|                          | ZDE BYDLEL HANUŠ KATZ NAR. 1924 DEPORTOVÁN 1942 DO TEREZÍNA ZAVRAŽDĚN V MAJDANKU                      | Praha, Dlouhá 733/29                      | Hanuš Katz                      |
|                          | ZDE BYDLEL ROBERT KATZ NAR. 1891 DEPORTOVÁN 1942 DO TEREZÍNA ZAVRAŽDĚN V MAJDANKU                     | Praha, Dlouhá 733/29                      | Robert Katz                     |
|                          | ZDE BYDLELA KAMILA KATZOVÁ NAR. 1923 DEPORTOVÁNA 1942 DO TEREZÍNA ZAVRAŽDĚNA                          | Praha, Dlouhá 733/29                      | Kamila Katzová                  |
|                          | ZDE BYDLELA ZDĚNKA KATZOVÁ NAR. 1891 DEPORTOVÁNA 1942 DO TEREZÍNA ZAVRAŽDĚNA                          | Praha, Dlouhá 733/29                      | Zděnka Katzová                  |
|                          | ZDE BYDLEL ROBERT KOHN NAR. 1880 DEPORTOVÁN 1942 DO TEREZÍNA ZAVRAŽDĚN V SOBIBORU                     | Praha, Haštalská 790/11                   | Robert Kohn                     |
|                          | ZDE BYDLELA IRMA KOHNOVÁ NAR. 1883 DEPORTOVÁNA 1942 DO TEREZÍNA ZAVRAŽDĚNA V SOBIBORU                 | Praha, Haštalská 790/11                   | Irma Kohnová                    |
|                          | ZDE ŽIL MAXIMILIAN LASCH NAR. 1890 DEPORTOVÁN 1941 DO LODŽE ZAVRAŽDĚN                                 | Praha, Dušni 112/16                       | Maximilian Lasch                |
|                          | ZDE ŽIL RUDOLF LASCH NAR. 1890 DEPORTOVÁN 1942 DO TEREZÍNA ZAVRAŽDĚN V RIZE                           | Praha, Dušni 112/16                       | Rudolf Lasch                    |
|                          | ZDE BYDLELA SOPHIE LIEBEN NAR. 1888 DEPORTOVÁNA 1943 DO TEREZÍNA ZAVRAŽDĚNA V OSVĚTIMI                | Praha, Kozí 916/5                         | Sophie Lieben                   |
|                          | ZDE ŽIL KAREL MAUTNER NAR. 1896 DEPORTOVÁN 1942 DO TEREZÍNA 1942 DO RAASIKY ZAVRAŽDĚN                 | Praha, Benediktská 689/8                  | Karel Mautner                   |
|                          | ZDE ŽIL JUDR. ARTUR MOHR NAR. 1883 DEPORTOVÁN 1941 DO LODŽE ZAVRAŽDĚN TAMTÉŽ                          | Praha, Bartolomějská 304/1                | JUDr. Artur Mohr                |
|                          | ZDE ŽILA FLORA MOHROVÁ NAR. 1883 DEPORTOVÁNA 1941 DO LODŽE ZAVRAŽDĚNA TAMTÉŽ                          | Praha, Bartolomějská 304/1                | Flora Mohrová                   |
|                          | ZDE ŽILA KATEŘINA MOHROVÁ NAR. 1913 DEPORTOVÁNA 1941 DO LODŽE ZAVRAŽDĚNA TAMTÉŽ                       | Praha, Bartolomějská 304/1                | Kateřina Mohrová                |
|                          | ZDE BYDLEL BENJAMIN ROSENSTEIN NAR. 1886 DEPORTOVÁN 1942 DO TEREZÍNA ZAVRAŽDĚN                        | Praha, Týnská 626/9                       | Benjamin Rosenstein             |
|                          | ZDE ŽIL BEDŔICH SCHULZ NAR. 1903 DEPORTOVÁN 1943 DO TEREZÍNA ZAVRAŽDĚN 17.1.1945 V KAUFERINGU         | Praha, Anežská 812/14                     | Bedřich Schulz                  |
|                          | ZDE BYDLEL OSKAR SCHWARZKOPF NAR. 1883 DEPORTOVÁN 1942 DO TEREZÍNA ZAVRAŽDĚN V OSVĚTIMI               | Praha, Celetná 592/23                     | Oskar Schwarzkopf               |
|                          | ZDE ŽILA HELENA WINTEROVÁ ROZ. POPPEROVÁ NAR. 1904 DEPORTOVÁNA 1942 DO TEREZÍNA ZAVRAŽDĚNA V OSVĚTIMI | Praha, Rybná 668/2                        | Helena Winterová roz. Popperová |

Bez nároku na úplnost.